# 古斯塔夫·海因里希·维德曼
古斯塔夫·海因里希·维德曼（德語：Gustav Heinrich Wiedemann，1826年10月2日—1899年3月24日），德国物理学家，因其文学作品而知名。